# Mare Ingenii
Mare Ingenii /ɪnˈdʒiːniaɪ/ (în latină ingeniī, „Marea Ingeniozității”) este una dintre puținele mări lunare de pe partea îndepărtată a Lunii. Marea se află în bazinul Ingenii, care datează din epoca pre-nectariană, situat la rândul său în partea exterioară a bazinului Polul Sud-Aitken, mult mai vechi și mai mare. Materialul mării din Ingenii și craterele din jur provine din epoca Imbriană Superioară. Caracteristica circulară întunecată care domină această mare este craterul Thomson (cu un diametru de 112 km), cu revărsarea lavei de la Ingenii/Thomson spre est. Mare Ingenii este acoperită incomplet și subțire, pe o mare parte a întinderii sale, cu straturi de lavă. Craterul gri deschis situat la sud de Mare Ingenii este Obruchev.
Marea are modele învolburate de material strălucitor,  similare cu cele din Reiner Gamma și Mare Marginis. Aceste modele nu sunt asociate cu nicio caracteristică topografică sau vulcanică cunoscută. Se crede că vârtejurile lunare sunt legate de câmpuri magnetice.
Înainte de denumirea oficială din 1961 de către UAI, craterul era cunoscut sub numele de Bazinul XIV.
Mare Ingenii se află la antipodul bazinului de impact Mare Imbrium. Se crede că pereții brăzdați ai craterului bazinului (și posibil cei ai craterului Van de Graaff) ar fi putut fi cauzați de unde seismice focalizate, rezultate din impactul Imbrium.

Marea conține al doilea exemplu de groapă lunară descoperită pe Lună și una dintre cele mai multe descoperite în afara Pământului până în prezent.

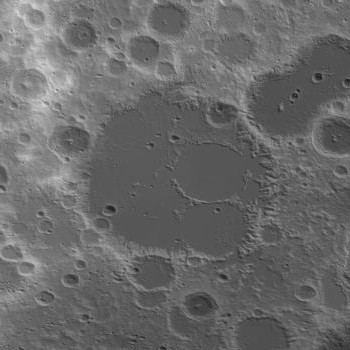
Harta topografică
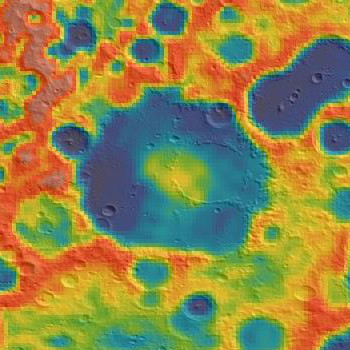
Harta gravitațională bazată pe GRAIL
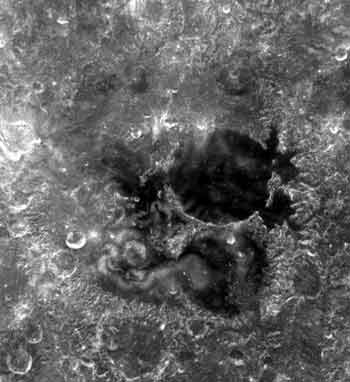
Vedere ortogonală a Mare Ingenii, care arată variații dealbedo
Mare Ingenii văzută de Apollo 17, orientată spre sud

## Articole despreLunar Reconnaissance OrbiterCamera (LROC).
- Vârtejele Mare Ingenii ,
- Adâncurile Mare Ingenii